# Ambrumesnil
Ambrumesnil – miejscowość i gmina we Francji, w regionie Normandia, w departamencie Sekwana Nadmorska.
Według danych na rok 1990 gminę zamieszkiwało 401 osób, a gęstość zaludnienia wynosiła 78 osób/km² (wśród 1421 gmin Górnej Normandii Ambrumesnil plasuje się na 530. miejscu pod względem liczby ludności, natomiast pod względem powierzchni na miejscu 678.).